# Giulio Taglietti
Giulio Taglietti (* um 1660 in Brescia; † 1718 ebenda) war ein italienischer Violinist und Komponist der Barockzeit.

## Leben und Wirken
Giulio Taglietti wirkte ab etwa 1702 als Violinlehrer am Jesuiten-Kolleg in Brescia. Zwischen 1695 und 1715 ließ er unter 13 Opuszahlen Sammlungen veröffentlichen. Diese enthalten Sonaten, Triosonaten, Arien mit Instrumentalbegleitung und Concerti. Seine Concerti a cinque op. 8 ähneln im Aufbau sehr dem Concerto grosso. Taglietti gehörte zur ersten Generation von Komponisten, die den solistischen Einsatz des Violoncellos vorsahen. Die Kompositionen Tagliettis orientieren sich stilistisch an den Werken Giuseppe Torellis. Der deutsche Komponist Johann Gottfried Walther bearbeitete eines von Tagliettis Concertos für Orgel.
Taglietti war höchstwahrscheinlich ein Bruder des Tromba-marina-Solisten Luigi Taglietti (1668–1715), von dem ebenfalls einige Kompositionen überliefert sind, die zumeist in Venedig, aber auch in Amsterdam erschienen.

## Werke (Auswahl)
- op. 1: 10 Sonate da Camera für 2 Violinen und B. c. (Bologna 1695)
- op. 2: 6 Concerti e 4 Simphonie a tre (Venedig 1696)
- op. 3: 30 Arie da suonare für Cello und Spinett oder Violone (1709)
- op. 5: Divertimento musicale di Camera für 2 Violinen und Violone (Venedig 1706)
- op. 6: Concerto a quattro con Violoncello obligato
- op. 8: Concerto a cinque (Venedig 1710)
- op. 10: Arie da sonare, für Violine, Cello und Violone (Venedig 1711)
- op. 11: 10 Concerti à 4 suoi rinforzi für 4 Violinen, Viola, Violone und Orgel (Bologna 1714)
- op. 12: Pensieri da Camera für 2 Violinen und Bass (Venedig 1714, verschollen)
- op. 13: 12 Sonaten für Violine und B. c.